# Diachlorus anduzei
Diachlorus anduzei är en tvåvingeart som beskrevs av Stone 1944. Diachlorus anduzei ingår i släktet Diachlorus och familjen bromsar.
Artens utbredningsområde är Venezuela. Inga underarter finns listade i Catalogue of Life.